# Galvezia lanceolata
Galvezia lanceolata là một loài thực vật thuộc họ Scrophulariaceae. Đây là loài đặc hữu của Ecuador.